# Kumpulampien-Uikulaisjärvien alue
Kumpulampien-Uikulaisjärvien alue este o arie protejată (arie specială de conservare — SAC, sit de importanță comunitară — SCI, arie de protecție specială avifaunistică — SPA) din Finlanda întinsă pe o suprafață de 297 ha, integral pe uscat.

## Localizare
Centrul sitului Kumpulampien-Uikulaisjärvien alue este situat la coordonatele 65°07′10″N 25°35′05″E / 65.1194°N 25.5847°E.

## Înființare
Situl Kumpulampien-Uikulaisjärvien alue a fost declarat sit de importanță comunitară în august 1998 pentru a proteja 11 specii de animale. Alte tipuri de protecție:
- arie de protecție specială avifaunistică (în august 1998)[2]
- arie specială de conservare (în aprilie 2015)[1][3][4]

## Biodiversitate
Situată în ecoregiunea boreală, aria protejată conține 5 habitate naturale: Lacuri și iazuri distrofice naturale, Mlaștini turboase de tranziție și turbării mișcătoare, Turbării Aapa, Păduri caducifoliate de mlaștină fino-scandinave, Mlaștini împădurite.
La baza desemnării sitului se află mai multe specii protejate de  păsări (11): ciuf de câmp (Asio flammeus), bătăuș (Calidris pugnax), lebădă de iarnă (Cygnus cygnus), cufundar polar (Gavia arctica), cocor (Grus grus), Lyrurus tetrix tetrix, codobatura galbenă (Motacilla flava), corcodel-urechiat (Podiceps auritus), chiră de baltă (Sterna hirundo), Sterna paradisaea, fluierar de mlaștină (Tringa glareola).
Pe lângă speciile protejate, pe teritoriul sitului au mai fost identificate 3 specii de plante.